# Horizon Park Race Femenina
La Horizon Park Race es una competición ciclista profesional ucraniana que agrupa varias carreras de un solo día en un solo nombre, que se disputan en Kiev y sus alrededores a finales del mes de mayo o inicios del mes de junio.
Las carreras que conforman el Horizon Park Race son las pruebas masculinas Horizon Park Race for Peace, Horizon Park Race Maidan y Horizon Park Classic y las pruebas femeninas Horizon Park Women Challenge y la VR Women ITT, que es una prueba contrarreloj.
Desde su creación en 2016, las carreras femeninas están integradas en el calendario internacional femenino de la UCI, dentro de la categoría 1.2 (última categoría del profesionalismo).

## Palmarés

### Horizon Park Women Challenge
| Año  | Ganador            | Segundo         | Tercero        |           |
| ---- | ------------------ | --------------- | -------------- | --------- |
| 2016 | Tetyana Riabchenko | Irina Semionova | Hanna Solovéi  |           |
| 2017 | Alžbeta Bačíková   | Taisa Naskovich | Maryna Ivaniuk |           |
| 2018 | Yevheniya Vysotska | Olga Shekel     | Lucie Záleská  |           |
| 2019 | cancelada          | cancelada       | cancelada      | cancelada |
| 2020 | cancelada          | cancelada       | cancelada      | cancelada |

### VR Women ITT
| Año  | Ganador            | Segundo            | Tercero            |
| ---- | ------------------ | ------------------ | ------------------ |
| 2016 | Valeriya Kononenko | Tetyana Riabchenko | Hanna Solovéi      |
| 2017 | Hanna Solovéi      | Olga Shekel        | Valeriya Kononenko |
| 2018 | Antri Christoforou | Valeriya Kononenko | Olga Shekel        |
| 2019 | Valeriya Kononenko | Tetyana Riabchenko | Olena Sharha       |
| 2020 |                    |                    |                    |

## Palmarés por países
| País       | Victorias |
| ---------- | --------- |
| Ucrania    | 2         |
| Eslovaquia | 1         |

| País    | Victorias |
| ------- | --------- |
| Ucrania | 3         |
| Chipre  | 1         |